# هیگوان
هیه‌گوان (به ژاپنی :慧灌) راهبی بود که در دوره آسوکا از طریق دریا از گوگوریو به ژاپن آمد. او به خاطر معرفی مکتب بودایی چینی سانلون به ژاپن شناخته شده است.
هیگوان نزد جیزانگ تحصیل کرد و سانرون را آموخت. در سال ۶۲۵ (سی و سومین سال سلطنت ملکه سویکو)، او به دستور پادشاه یونگ نیو از گوگوریو به ژاپن اعزام شد، و بنیانگذار خاندان سانرون ژاپن شد. او به دستور امپراتوری در گنگو-جی (معبد گنگو) زندگی می‌کرد. با این حال، گیونن نوشت که هیگوان در مورد سانرون سخنرانی نکرد یا سنت ژاپنی را آغاز نکرد، اگرچه او «یشم را در اختیار داشت» (یعنی از آموزه‌ها آگاهی داشت).